# 浜井産業
浜井産業株式会社（はまいさんぎょう）は、日本の工作機械メーカー。

## 沿革
- 1921年 浜井次朗が「浜井工業所」を創業
- 1936年 精密ホブ盤の試作に成功
- 1938年 浜井機械器具製作所を設立
- 1946年 現社名に改称
- 1954年 平面ラップ盤の生産を開始
- 1963年 東京証券取引所2部に上場
- 1969年 足利工場第一期工事完成
- 1993年 超精密・中大型ラップ盤の量産を開始
- 1999年 CNCホブ盤「N60」の生産を開始
- 2001年 明治機械（株）と業務提携、CMP装置の生産を開始
- 2006年 メンテナンス子会社「ハマイエンジニアリング（株）」を設立
- 2007年 米国・Lapmaster International社と業務提携
- 2009年 スイス・シュナイダー社と業務提携
- 2012年 中国現地法人「哈迈机械商貿（上海）有限公司」を設立
- 2025年
  - 3月 株式会社Mintによる株式公開買付けが成立[2]
  - 6月 東京証券取引所スタンダード市場上場廃止。株式併合により株式会社Mintの完全子会社となる[1]

## 製品
- ラップ盤
- ホブ盤
- 両頭フライス盤
- 芯取機